# Max Thurian
Max Thurian (16. srpna 1921, Ženeva - 15. srpna 1996 tamtéž) byl švýcarský teolog a řeholník v ekumenické komunitě Taizé. Spolu s Rogerem Schützem byl pozorovatelem na druhém vatikánském koncilu, později konvertoval ke katolicismu a roku 1987 byl v Neapoli vysvěcen na římskokatolického kněze.

## Dílo
- Joie du Ciel sur la Terre : Introduction a la vie liturgique, Delachaux et Niestlé, 1946
- La Confession, Delachaux et Niestlé, 1953
- La Confirmation - Consécration des laïcs, Delachaux et Niestlé, 1957
- L'Unité visible des chrétiens et la tradition, Editions de l'Epi, 1961
- L'Homme moderne et la vie spirituelle, Editions de l'Epi, 1961
- Marie, mère du Seigneur, figure de l'Eglise, Presses de Taizé, 1962, (česky) Maria, matka Pána : Obraz církve, Brno, Petrov 1991. ISBN 80-85247-21-6.
- L'Eucharistie. Mémorial du Seigneur. Sacrifice d'action de grâce et d'intercession, Delachaux et Niestlé, 1963
- Mariage et célibat, Delachaux et Niestlé, 1964
- Amour et vérité se rencontrent, Presses de Taizé, 1964
- La Foi en crise, Presses de Taizé, 1968
- Sacerdoce et ministère. Recherche œcuménique, Presses de Taizé, 1970
- L'Essentiel de la foi, Seuil, 1973
- Confession, sacrement et réconciliation, Presses de Taizé, 1977
- Le Mystère de l'eucharistie, une approche œcuménique, Centurion, 1981
- The Churches Respond to Baptism, Eucharist and Ministry Text, World Council of Churches, 1986
- Le prêtre configuré au Christ, Mame, 1994
- (česky) Pramen života : myšlenky o eucharistii, Kostelní Vydří : Karmelitánské nakladatelství, 2005. ISBN 80-7192-710-4